# Veronica Swift
| Kattints az alábbi külső linkek egyikére! | Kattints az alábbi külső linkek egyikére! |
| ----------------------------------------- | ----------------------------------------- |
| Nem található szabad kép.(?)              |                                           |
| külső link · jogvédett                    | Veronica Swift                            |

Veronica Swift (Charlottesville, 1994. május 15. – ), amerikai dzsessz- és bebop énekesnő.

## Pályafutása
Zenészcsaládban született. Apja Hod O’Brien, dzsesszzongorista, édesanyja Stephanie Nakasian, énekesnő. Már kilenc éves korában rögzítették első albumát (Veronica's House of Jazz, 2004), amelyben Richie Cole játszik apja ritmusszekciójával. Ebben az időben már turnézott is a szüleivel. Tizenegy éves korában a Dizzy's Club Coca-Cola „Nők a dzsesszben” című sorozatában tűnt fel. 13 éves korában kiadta második albumát (It's Great to Be Alive, 2007).
Swift a második helyet szerezte meg a 2015. évi Thelonious Monk versenyen.
Érettségi után New Yorkba költözött, ahol szombat esténként a Birdland jazz clubban játszott New Yorkban.
2016-ban kapott diplomát (University of Miami's Frost School of Music). Itt egy gothic rock operát komponált egy gyilkos apácáról („Vera ikon”). Swift azt mondja, hogy szüksége volt arra a dühre, amelyet apja rákbetegsége miatt érzett, egy drámai műfajra lelkiállapotának kifejezésére. A Lonely Woman című 2015-ös albuma két dalt tartalmaz édesapjával a zongoránál, és Hod O’Brien utolsó felvétele ez volt.

## Lemezek
- 2004: Veronica's House of Jazz
- 2007: It's Great to Be Alive!
- 2015: Lonely Woman
- 2017: Jeff Rupert with Veronica Swift: Let's Sail Away
- 2018: Benny Green: Then and Now
- 2019: Confessions
- 2021: This Bitter Earth
- 2023: Veronica Swift

## Díjak, elismerések
- 2018: Williamsville East High School Legends of Jazz
- 2019: elnyerte a Jazz Times Readers 'Poll legjobb új előadói díját